# Шеина, Ирина Михайловна
Ирина Михайловна Шеина (род. 27 ноября 1962, Балхаш) — российский учёный в области филологии. Кандидат филологических наук, доцент, ректор Рязанского государственного университета имени С. А. Есенина в 2008—2012 годах.

## Биография
Родилась 27 ноября 1962 года в Балхаше Карагандинской области (Казахстан).
Окончила Рязанский государственный педагогический институт имени Есенина по специальности «Английский и немецкий языки».
На кафедру Английского языка и методики его преподавания её пригласили в 1985 году в качестве ассистента. В 2004 году Все годы работы были отданы кафедре английского языка и методике его преподавания. Возглавила кафедру и руководила ей до своего избрания на должность ректора. Ранее занимала в университете должность проректора по международной деятельности РГУ.
За годы работы Шеиной написано 19 научных и научно-методических публикаций по когнитивным исследованиям в области английского лексикона, международной коммуникации и кросс-культурной грамотности и методике преподавания английского языка. В 2000 году Ирина Шейна награждена Почётной грамотой Рязанского государственного педагогического университета, в 2005 — Почётной грамотой Министерства образования РФ, в 2007 — юбилейной медалью Правительства Рязанской области «70 лет Рязанской области».

## Избранные труды
- Единицы и способы языковой концептуализации в деловом письме — научная статья[4]
- Межкультурная коммуникация как проявление лингвистического и культурного опыта — научная книга[5]
- Как использовать родной язык на разных ступенях изучения иностранного — учебное пособие[6]
- Опыт создания модели процесса коммуникации для ситуаций межкультурного процесса — научная статья[7]
- Лексико-семантическое поле как универсальный способ организации языкового опыта — Вестник МГОУ (Серия «Русская филология»)[8]
- Когнитивно-ономасиологическое исследование производных слов полей вещественности и эмотивности в современном английском языке — диссертация[9]
- Лингвистические предпосылки успешности межкультурной коммуникации — монография[10]